# Турнау (Немачка)
Турнау (њем. Thurnau) град је у њемачкој савезној држави Баварска. Једно је од 22 општинска средишта округа Кулмбах. Према процјени из 2010. у граду је живјело 4.420 становника. Посједује регионалну шифру (AGS) 9477157.

## Географски и демографски подаци
Турнау се налази у савезној држави Баварска у округу Кулмбах. Град се налази на надморској висини од 363 метра. Површина општине износи 64,2 km². У самом граду је, према процјени из 2010. године, живјело 4.420 становника. Просјечна густина становништва износи 69 становника/km².